# Ludwig Anton Haßler
Ludwig Anton Haßler (* 7. Januar 1755 in Wien; † 22. Dezember 1825 in Rottenburg am Neckar) war ein deutscher katholischer Theologe.
1771 trat er in seiner Heimatstadt Wien nach Abschluss einer philosophischen Ausbildung an der „hohen Schule“ im Alter von 16 Jahren in den Orden der Augustiner-Eremiten ein und wurde am 18. Oktober 1777 zum Priester geweiht. In seinem Kloster, dem Augustinerkloster an der Hofburg in Wien, setzte er seine Ausbildung in Theologie, Philosophie sowie verschiedenen westlichen und orientalischen Sprachen fort. Nach Abschluss des Studiums 1776 lehrte er für einige Jahre selbst in Wien Hebräisch und Philosophie. Am 6. November 1784 wurde er als Lektor an die Universität Freiburg berufen, wo er im Sommer des folgenden Jahres im Fach Theologie promoviert wurde.
1786 wurde er daraufhin „öffentlicher ordentlicher Professor der morgenländischen Sprachen“ – also in erster Linie des Hebräischen – sowie „der Hermeneutik und Exegese des Alten Testaments“ in Freiburg. Daneben lehrte er auch Gregorianischen Kirchengesang am dortigen Generalseminar. Nur vier Jahre nach seiner Berufung in diese Stadt, 1788 also, gab er die akademische Tätigkeit allerdings wieder auf und wurde am 29. Juli Pfarrer in Rottenburg am Neckar. Wegen der dort herrschenden unangenehmen Arbeitsumstände wechselte er am 13. Juli 1795 nach Oberndorf am Neckar über. Am 9. Juli 1802 übernahm er dort auch die Aufgabe des Oberschulaufsehers über die 300 Schulen des Territoriums Schwäbisch-Österreich, die er bis zum Jahr 1805 innehatte, als das Gebiet im Frieden von Pressburg zwischen Baden, Württemberg und Bayern aufgeteilt wurde. Am 9. Dezember 1806 wurde Haßler zum Dekan des Landkapitels Oberndorf gewählt und am 10. Juni 1811 zum Königlich Württembergischen Geistlichen Rat ernannt. Am 11. Dezember 1817 beendete er den Gemeindedienst und erhielt eine Stelle als Obervikariarsrat in Rottenburg, wo er 1825 starb.
Er publizierte ein Buch mit „Exegetischen Andeutungen über schwerere Stellen des Alten Bundes“, dessen wissenschaftlicher Wert allerdings gering eingeschätzt wird. Daneben verfasste er verschiedene populärwissenschaftliche Schriften zu religiösen Themen und Werke zur Predigtlehre. Außerdem zu nennen sind eine von ihm herausgegebene Sammlung christlicher Grabinschriften sowie kommentierte Übersetzungen von Werken des französischen Schriftstellers François-René de Chateaubriand.

## Werke (Auswahl)
- Jesus Christus Gottmensch. Gespräche zwischen Pfarrer Christmann und Kandidat Hohensteig. Eine dogmatische und polemische Abhandlung. Martin Veith und Michael Rieger'sche Buchhandlung, Augsburg 1803.
- Die christliche Religionsgeschichte in 60 Skizzen. Herder, Meersburg 1805.
- Einzig und unumstößlicher Beweis der Gott- und Menschheit Jesu Christi, in Gesprächen wider die Ungläubigen und Gottesläugner unserer Zeit. Ein nützliches Lesebuch für Prediger, Seelsorger und Familienväter. 2. Auflage, Martin Veith und Michael Rieger'sche Buchhandlung, Augsburg 1806 (online).
- Christliche Religions-Lehre und Religions-Geschichte in 120 Skizzen. Zum Gebrauche in Kirchenkatechesen für Erwachsene. 3 Teile, Rottweil 1807. 2. Auflage, Herder, Rottweil 1829.
- Materialien zur Geschichte des Landkapitels Rothweil. Herder, Rottweil 1808.
- Die christliche Glaubens- und Sittenlehre in Predigten auf alle Sonn- und Feiertage. 2 Teile in 3 Bänden, Herder, Freiburg/Konstanz 1811–1812.
- als Übersetzer und Kommentator: François-René de Chateaubriand: Die Märtyrer, oder der Triumph der christlichen Religion. Herder, Freiburg/Konstanz 1811. 2. Auflage, Herder, Freiburg 1816.
- als Übersetzer und Kommentator: François-René de Chateaubriand: Tagebuch einer Reise von Paris nach Jerusalem durch Griechenland... 3 Bände, Herder, Freiburg 1817 (online: Band 1, Band 2, Band 3).
- Homiletisches Repertorium zu Betrachtungen zunächst für katholische Prediger, sodann für alle nach Erbauung strebende Seelen. 5 Teile, Herder, Freiburg 1818–1821.
- Chronik der Königlichen Würtembergischen Stadt Rottenburg und Ehingen am Neckar durch die letzten sechs Jahrhunderte von 1200 bis 1819. J. B. Bäuerle, Rottenburg 1819 (online).
- Der Wandler unter den Gräbern. Eine Sammlung von tausend Grab- und Inschriften in mehreren Sprachen von allerlei In- und Gehalt. Herder, Freiburg 1816. 2. Auflage, Ritter'sche Buchhandlung, Gmünd 1819 (online).
- Exegetische Andeutungen über schwerere Stellen der heil. Schriften des alten Bundes. Zum bessern Verstande, zur bessern Anwendung des Bibelsinnes. Ritter, Gemünd 1821.